# Neobisnius villosulus
Neobisnius villosulus är en skalbaggsart som först beskrevs av Stephens 1833.  Neobisnius villosulus ingår i släktet Neobisnius, och familjen kortvingar. Arten är reproducerande i Sverige.